# Сафронов, Павел Петрович
Павел Петрович Сафронов (23 декабря 1884 — 28 марта 1911) — рабочий-кузнец судоремонтных заводов, участник революционных событий в Николаеве и Севастополе, член РСДРП(б) с 1903 года, делегат I конференции РСДРП 1905 года, после трёх лет заключения умер в каторжной тюрьме.

## Биография
Родился в Николаеве в 1884 году в семье рабочего-котельщика Николаевского адмиралтейства.
С шестнадцати лет, в 1900 году окончив портовую ремесленную школу, работал в кузнице завода Николаевского адмиралтейства.
На заводе вошёл марксистский кружок И. А. Чергина. Член РСДРП(б) с 1903 года, в 1904 году арестовывался.
Во время Революции 1905 года один из руководителей всеобщей политической забастовки в Николаеве 15 июня 1905 года.
В декабре 1905 года вместе с В. А. Радус-Зеньковичем представлял николаевский комитет РСДРП на I конференции РСДРП, где встречался с В. И. Лениным.
Неоднократно арестовывался, был выслан в Вологодскую губернию, но бежал.
В 1906 году приехал в Севастополь, работал слесарем в порту, пользовался авторитетом среди рабочих порта, возглавил портовую партийную организацию.
В феврале 1908 года в очередной раз арестован, военным судом приговорён к четырём годам каторги.
Умер в больнице Николаевской каторжной тюрьмы в марте 1911 года.
Похоронен на городском кладбище города Николаева.

## Память
Именем П. П. Сафронова названы улицы в Севастополе (1936 год, бывшая Владимирская) и в Николаеве.